# 玉林街道
玉林街道，是中华人民共和国四川省成都市武侯区下辖的一个乡镇级行政单位。2019年12月，武侯区调整部分街道行政区划。撤销跳伞塔街道，将原跳伞塔街道所属行政区域划归玉林街道管辖，玉林街道办事处驻盛隆街6号。

## 行政区划
玉林街道下辖以下地区：
玉林北路社区、玉林东路社区、青春岛社区、倪家桥社区、浆洗街社区、九如村社区、电信路社区、黉门街社区、棕南社区、棕北社区、成科路社区、科分院社区、新南路社区、南虹村社区和旅游村社区。